# 男性化性别肯定手术
针对跨性别男性或指派性别女性的跨性别非二元性別人士的性別肯定手術包括各种改变解剖特征的外科手术，以提供更适合跨性别男性的男性身份和功能的身体特征。
针对跨性别男性的性别肯定手术通常用于指阴茎成形术、阴蒂释放术或阴道切除术，但也可以更广泛地指个人可能进行的许多手术，例如男性胸部重建、子宮切除術或卵巢切除术。
性别肯定手术之前通常会用睾酮进行激素治疗。

## 胸部重建
胸部重建（“平胸手术”）是跨性别男性性别过渡的重要组成部分，可以显著改善性別不一致的相关症状。这可以作为治疗因经历或表达的性别与出生时分配的性别之间的差异（性别不安）而造成的痛苦过程中的一个步骤。该手术可以帮助跨性别男性在身体上转变为他们自我肯定的性别。跨性别男性的手术与顺性别男性的男性乳房发育症手术、巨乳症的乳房缩小手术以及乳腺癌的单独乳房切除术有相似之处。针对跨性别男性的平胸手术和治疗乳腺癌的乳房切除术是有区别的。需要使用特殊技术来塑造和缩小胸壁，定位乳头和乳晕，并最大限度地减少疤痕。
如果乳房较小，可以进行保留皮肤、乳头和乳晕的手术（皮下保留乳头乳房切除术）。该手术可以最大程度地减少疤痕，愈合时间更快，并且通常可以保留乳头的感觉。在此手术中，会在乳晕边缘和周围皮肤周围切开切口。通过切口去除乳房组织，也可能去除一些皮肤。剩余的皮肤重新附着在乳晕边缘。
研究表明，大多数跨性别男性对手术结果感到满意，只有 1% 的人在手术后感到后悔。

## 子宫切除术和双侧输卵管卵巢切除术
子宮切除術是一种切除子宫的外科手术，分为切除子宫和子宫颈，以及仅切除子宫两类。双侧输卵管卵巢切除术指的是同时切除卵巢和输卵管。
在美国，有症状的子宫肌瘤是子宫切除术最常见的指征，其次是异常子宫出血、子宫内膜异位症和脱垂。子宫内膜癌高风险患者也可进行子宫切除术来降低风险，包括有生殖系 BRCA1/2 突变、林奇综合征和家族史的患者。对于具有子宫的跨性别男性，也可以进行子宫切除术并结合睾酮治疗。
子宫切除术可以通过三种方法进行：经腹、腹腔镜、阴道。经腹子宫切除术是通过开腹进行的，而腹腔镜和阴道子宫切除术是微创手术。微创子宫切除术最快可在术后1天出院，而开腹子宫切除术则需要术后5天。出院后，患者经常会出现胃肠道症状，如便秘或尿路感染，以及阴道出血或分泌物。这些症状应该是暂时的，并会在六周内消失。

## 生殖器手术

### 阴茎成形术
阴茎成形术是使用患者手臂、大腿、腹部或背部的皮瓣（移植物）构建新阴茎的过程。与阴蒂释放术相比，阴茎成形术可提供更大的阴茎和更令人满意的外观；然而，阴茎成形术更昂贵，而且很多时候阴茎缺乏勃起的能力。因此，许多人倾向于使用阴茎植入物来改善勃起并获得更令人满意的美容效果。

### 阴蒂释放术
阴蒂释放术是在使用激素替代疗法扩大阴蒂后进行的，其中新阴茎是由扩大的阴蒂构建的，可以选择是否延伸尿道以允许站立时排尿。大阴唇联合形成阴囊，可以在其中插入假体睾丸。新阴茎的大小范围为4-10厘米（平均5.7厘米），周长约为成人拇指大小。性感觉和勃起功能通常完全保留。对于那些不进行插入式性行为的人来说，特殊的阴蒂释放术可能是一种选择。

### 阴茎植入物
由于新阴茎无法正常勃起，阴茎植入物通常用于阴茎成形术。阴茎植入物用于顺性别男性治疗勃起功能障碍，以及用于跨性别男性的性别肯定手术。

## 面部男性化
面部男性化可以改变解剖特征，以实现更符合性别认同的外观。这可以通过手术来实现，这可能需要重建前额、鼻子、上唇或下巴。非手术选择包括通过注射来改变下巴线和下巴。当需要细微的改变时，非手术方法可以与手术结合使用或单独使用。 除了改变面部结构之外，毛发移植还可用于实现更持久的男性毛发生长模式，例如鬓角、小胡子或胡须。